# Vidyo
Pour les articles homonymes, voir Vidyo.
 (juin 2015).
Vidyo, Inc. est une société américaine fondée en 2005 et spécialisée dans les solutions de communication visuelle. La société a été rachetée par Enghouse Systems en mai 2019.

## Historique
L'histoire de la société débute en 2004 par les recherches d'Ofer Shapiro (ex-Radvision) pour dépasser les limitations des solutions de visioconférence sur IP de l'époque. Avec l'aide notamment de Alex Eleftheriadis, il développe pour cela deux innovations permettant d'optimiser la qualité des visioconférences multipoints :
- Un nouveau type d'architecture ne nécessitant pas de transcodage (source de latence et de dégradation de la qualité) et capable de transmettre des flux différenciés à chacun des terminal de la conférence. Cette architecture n'utilise ainsi pas de Multipoint Control Unit et effectue uniquement du routage de paquets vidéo, l'encodage et le décodage étant exclusivement réalisés au niveau des terminaux.
- L'utilisation d'un nouveau système de codage (Scalable Video Coding) alors en cours de standardisation afin d'adapter dynamiquement la qualité de la vidéo aux évolutions des conditions de l'appel (variation de bande passante, perte de paquets, mode d'affichage demandé par l'utilisateurs, etc.) et ainsi pouvoir garantir une qualité optimale dans des environnements non maîtrisés tels que l'Internet public.

La société est fondée en 2005, d'abord sous le nom de "Layered Media" avec Ofer Shapiro pour CEO.
Une première levée de fonds est réalisée en avril 2005 suivie de plusieurs autres jusqu'à atteindre un total de 116 millions de dollars en avril 2013.
Les premiers produits sont commercialisés à partir de 2009 et la gamme produits s'étoffe peu à peu pour offrir à la fois des solutions d'infrastructure de visioconférence et des terminaux.
Au fil des ans, la société reçoit plusieurs prix et récompenses d'organisations telles que le  Wall Street Journal, le  MIT ou le World Economic Forum.
Elle annonce également des contrats avec des clients tels que Google, le CERN, Nintendo, le  Réseau Télémédecine Ontario ou la Defense Information Systems Agency du ministère de la défense américain.
Eran Westman remplace Ofer Shapiro au poste de CEO en février 2015.

## Présence en France
La société s'installe en France dès ses premières années en créant le siège de sa filiale EMEA à Aix-en-Provence. Elle ouvre ensuite également un bureau de représentation commerciale à Paris.